# Brad Adamonis
Bradley Fred Adamonis (Providence, 16 de gener de 1973) és un golfista professional estatunidenc que actualment juga en el PGA Tour.